# Marcus T. Paulk
Marcus Terrell Paulk (* 12. Oktober 1986 in Los Angeles, Kalifornien) ist ein US-amerikanischer Schauspieler und Tänzer. In der Sitcom Moesha spielt er den Teenager Myles Mitchell. 

## Karriere
Im Alter von drei Jahren entdeckten die Eltern Paulks, dass ihr Sohn den Hip-Hop-Tanz liebte. Also ließen sie das Kleinkind auf dem Bürgersteig des Venice Beach tanzen, einen wohlbekannten Ort für Künstler und Tänzer, an welchem er auch entdeckt wurde. So tanzte er bereits in jungem Alter unter anderem für die königliche Familie Saudi-Arabiens und auf einem Konzert gemeinsam mit MC Hammer. Daneben wirkte er auch schon früh in Bühnenproduktionen des Comedian Jamie Foxx mit.
Anfang der Neunziger besetzte Paul bereits als Kinderschauspieler Gast-Rollen in Sitcoms wie Grace und Der Prinz von Bel-Air. Der Durchbruch gelang ihm jedoch im Alter von 10 Jahren als er eine feste Rolle in der Sitcom Moesha ergatterte. Fünf Staffeln spielte er neben der R&B-Sängerin und Schauspielerin Brandy die Hauptrolle. Seine Arbeit in Moesha brachte ihm etliche Nominierungen für unterschiedliche Filmpreise ein. Diese Sendung ermöglichte ihm auch in Spielfilmen mitzuwirken. So spielte er eine Nebenrolle in der Kinoproduktion Nix zu verlieren mit Martin Lawrence. Im selben Jahr folgte eine größere Rolle in One Night Stand neben Robert Downey Jr., Kyle MacLachlan und Wesley Snipes sowie ein Jahr später eine Rolle in der Komödie Safety Patrol! – Mit Sicherheit ins Chaos. Seit der letzten Staffel von Moesha im Jahre 2001, spielt Paulk als Gastschauspieler in verschiedenen TV-Serien, wie beispielsweise Die Prouds, Lieber Onkel Bill oder Allein unter Nachbarn. Ab 2004 sah man ihn in Spielfilmen wie Dance! Jeder Traum beginnt mit dem ersten Schritt, Extreme Movie oder Another Cinderella Story.

## Filmographie

### Spielfilme
- 1997: Nix zu verlieren (Nothing To Lose)
- 1997: One Night Stand
- 1998: Safety Patrol! – Mit Sicherheit ins Chaos (Safety Patrol!)
- 2004: Der große Kampf (Going to the Mat)
- 2005: Roll Bounce
- 2006: Dance! (Take the Lead)
- 2007: Taking 5 (Taking Five)
- 2008: Another Cinderella Story
- 2008: High School Musical 3: Senior Year (Cameo-Auftritt)
- 2008: Extreme Movie
- 2009: The Adventures of Umbweki
- 2010: The Rig
- 2012: Red Tails

### Fernsehserien
- 1993: Thea (1 Folge)
- 1993: Grace (Grace Under Fire) (1 Folge)
- 1994: Der Prinz von Bel-Air (The Fresh Prince of Bel Air) (1 Folge)
- 1994: Martin (1 Folge)
- 1994: Ein Vater für Zwei (1 Folge)
- 1995: Me and the Boys (1 Folge)
- 1995: The Parent 'Hood (1 Folge)
- 1996–2001: Moesha (127 Folgen)
- 1999: Die Parkers (The Parkers) (1 Folge)
- 2001: The Nightmare Room (1 Folge)
- 2001–2004: Die Prouds The Prouds (4 Folgen)
- 2002: Cedric the Entertainer Presents (1 Folge)
- 2003: Fillmore! (1 Folge)
- 2003: Allein unter Nachbarn (The Hughleys) (1 Folge)
- 2003: Lieber Onkel Bill (Family Affair) (1 Folge)
- 2005: Fatherhood (1 Folge)